# Claudius Xenophon
Claudius Xenophon (sein Praenomen ist nicht bekannt) war ein im 2. und 3. Jahrhundert n. Chr. lebender Angehöriger des römischen Senatorenstandes.
Durch zwei Inschriften auf römischen Meilensteinen, die beim ehemaligen römischen Militärlager Vindolanda und beim Meilenkastell 42 Cawfields Crag gefunden wurden, ist belegt, dass Claudius Xenophon Statthalter (Legatus Augusti pro praetore) der Provinz Britannia inferior während der Regierungszeit von Severus Alexander (222–235) war. Als Statthalter der Provinz Britannia inferior war er zugleich auch Kommandeur (Legatus legionis) der Legio VI Victrix, die ihr Hauptlager am Sitz des Statthalters in Eboracum, dem heutigen York hatte.
Sein Name wurde auf zwei weiteren, nur teilweise erhaltenen Inschriften ergänzt. Der Vater von Claudius Xenophon war vermutlich Titus Claudius Xenophon.

## Datierung
Die Inschriften auf den Meilensteinen aus Vindolanda und aus Cawfields Crag können durch die Kaisertitulatur von Severus Alexander (Imperatori Caesari Marco Aurelio Severo Alexandro Pio Felici Augusto pontifici maximo tribunicia potestate II consuli patri patriae) datiert werden. Sie werden bei der Epigraphik-Datenbank Clauss-Slaby (EDCS) und bei der Epigraphischen Datenbank Heidelberg (EDH) auf 222/223 n. Chr. und bei Roman Inscriptions of Britain (RIB) in den Zeitraum vom 10. Dezember 222 bis zum 9. Dezember 223 datiert.